# بیانسه (آلبوم)
«بیانسه» (به انگلیسی: Beyoncé) یک آلبوم از هنرمند اهل ایالات متحده آمریکا بیانسه است.
این آلبوم در چارت‌های ، استرالیا، هلند، آمریکا، ، کانادا در رتبه اول و در چارت‌های والونیا، اسکاتلند، ایرلند، نروژ، اسپانیا، دانمارک، لهستان، فنلاند، فلاندرز، سوئیس، نیوزلند، پرتغال، جزو ده آلبوم اول قرار گرفت.